# Kanton Rumilly
Kanton Rumilly (fr. Canton de Rumilly) je francouzský kanton v departementu Horní Savojsko v regionu Rhône-Alpes. Skládá se z 18 obcí.

## Obce kantonu
- Bloye
- Boussy
- Crempigny-Bonneguête
- Étercy
- Hauteville-sur-Fier
- Lornay
- Marcellaz-Albanais
- Marigny-Saint-Marcel
- Massingy
- Moye
- Rumilly
- Sales
- Saint-Eusèbe
- Thusy
- Val-de-Fier
- Vallières
- Vaulx
- Versonnex